# Vierfleck
Der Vierfleck (Libellula quadrimaculata) zählt zu den Großlibellen und erreicht eine Körperlänge von 4 bis 4,5 Zentimetern bei Flügelspannweiten zwischen 7 und 8,5 Zentimetern. Jeder der vier Flügel hat einen auffälligen dunklen Fleck im Bereich der markanten Querader (Nodus), wonach die Art sowohl ihren wissenschaftlichen als auch ihren Trivialnamen erhielt. Bekannt ist diese Libelle auch für ihre Massenwanderungen in Schwärmen von beeindruckenden Ausmaßen. Der Gesamtbestand gilt als nicht bedroht.

## Merkmale

### Bau der Imago
| |
| Fangmaske von unten (rechts Taster künst- lich aufgeklappt) und von vorn-unten; rechts unten Tasterinnenseite in Aufsicht |

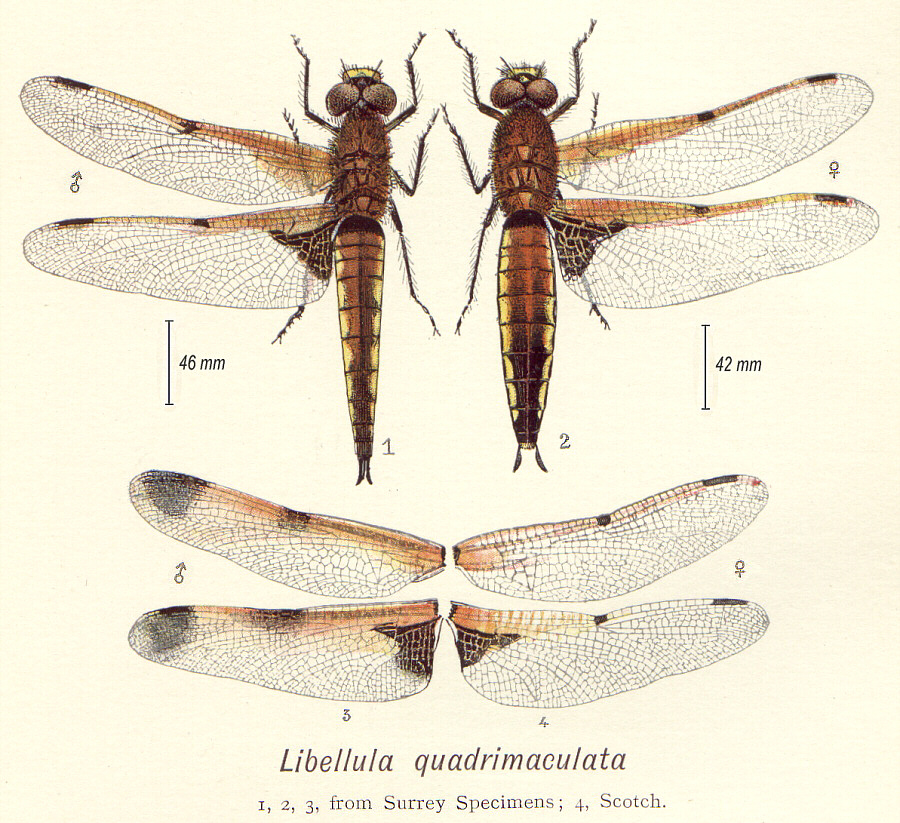
Zeichnung eines Männchen sowie eines Weibchens von William John Lucas aus dem Jahre 1900

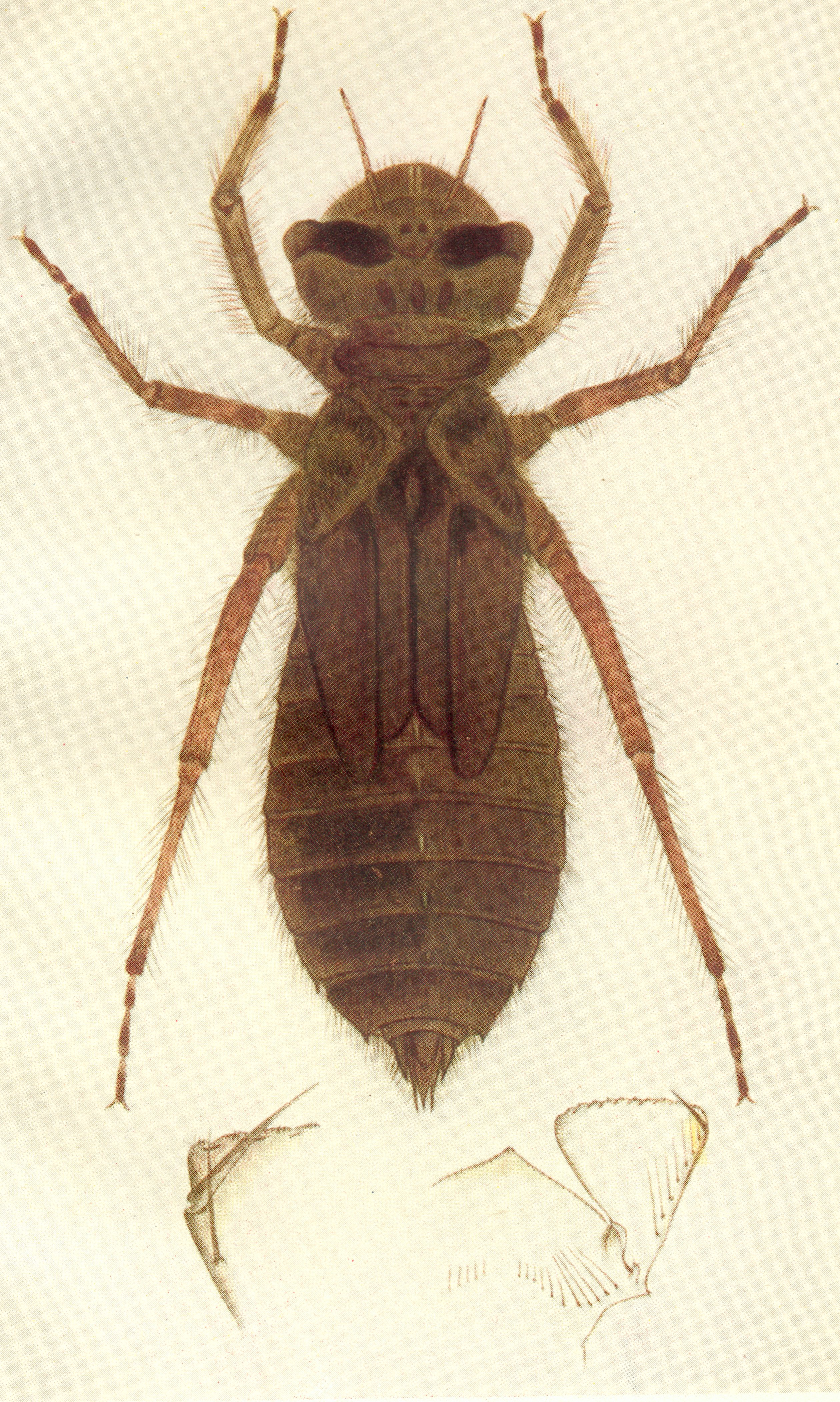
Zeichnung der Larve in fünffacher, des Mentums und des Tasters (Palpus) in sechsfacher sowie des beweglichen Hakens am Palpus in 18facher Vergrößerung.

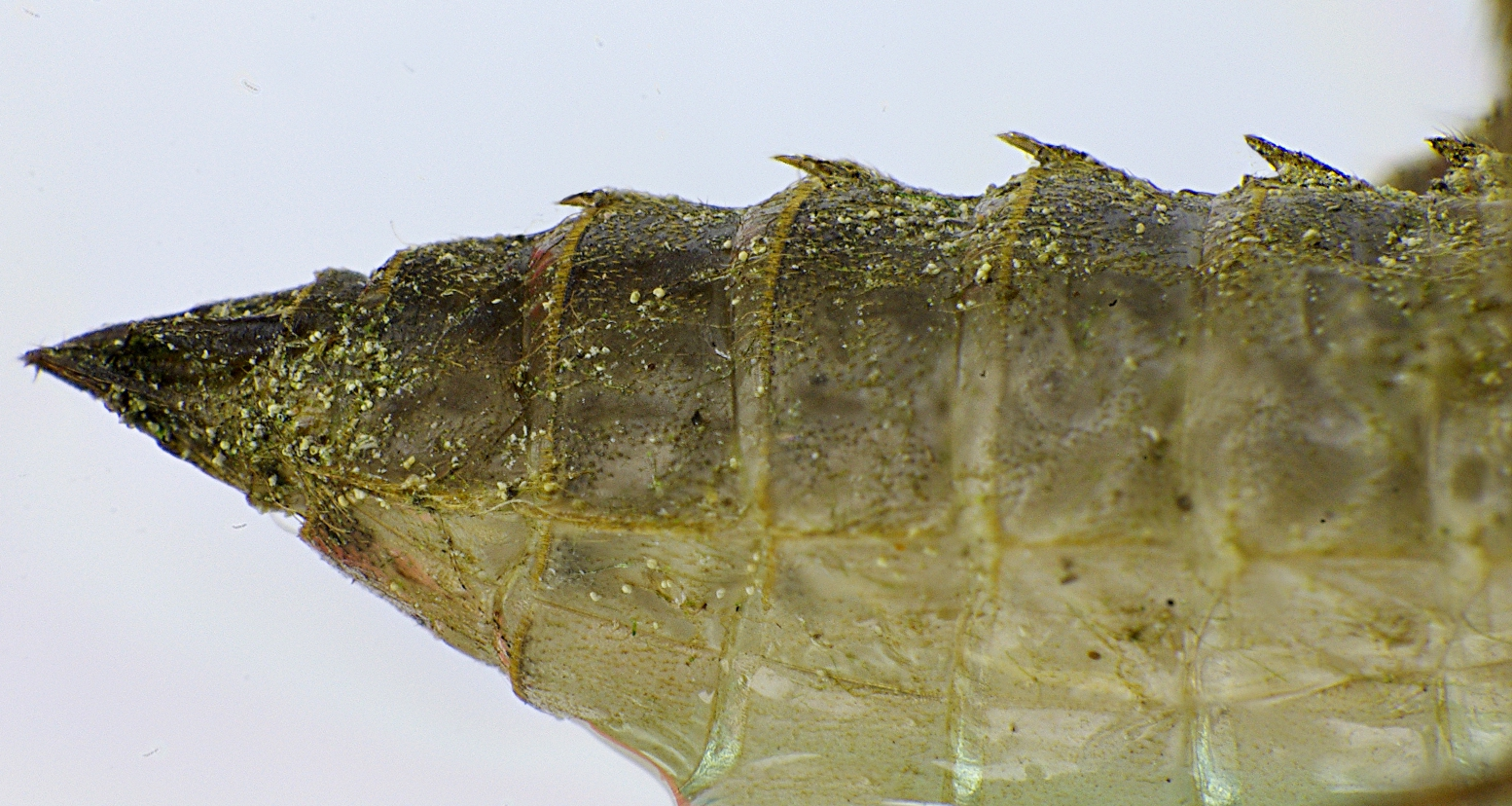
Hinterleibsende der Larve seitlich mit Rückendornen

Der erwachsene Vierfleck (Imago; pl. Imagines) erreicht Körperlängen zwischen 41 und 45 Millimetern, wovon 25 bis 30 Millimeter auf das Abdomen entfallen. Es existiert kein ausgeprägter Sexualdimorphismus; Weibchen und Männchen sehen also annähernd gleich aus.
Das Tier hat ein gelbliches Gesicht, das nach oben durch eine schwarze Linie zwischen den Fühlern begrenzt wird, und einen mattbraunen Thorax, der stark mit Härchen bewachsen ist. Die ersten sechs Segmente des Abdomens sind bräunlich und insbesondere bei jüngeren Exemplaren leicht durchschimmernd, so dass ein der Thermoregulation dienendes Luftsacksystem sichtbar ist. Die Segmente sieben bis zehn sind schwarz und weisen seitlich jeweils einen gelben Strich auf. Die Beine sind schwarz gefärbt.
Die Hinterflügel erreichen eine Länge von 31 bis 38 Millimeter, womit sich eine Flügelspannweite um sieben oder acht Zentimeter ergibt. Die Flügelmusterung, welche für den Namen verantwortlich ist, besteht aus einem bernsteinfarbenen Streifen an der Flügelbasis und einem kleinen schwarzen Fleck am Nodus. Man unterscheidet 16 Antenodal- und 14 Postnodaladern. An der Basis der Hinterflügel befindet sich zudem noch ein kleiner, dreieckiger, schwarzer Fleck. Die Äderung der Hinterflügel ist rötlich-braun, das Flügelmal (Pterostigma) bräunlich schwarz und etwa vier Millimeter ausgedehnt. Die oberen Hinterleibsanhänge der Männchen (Cerci) sind ungefähr dreimal so lang wie die unteren und stark ausgeprägt.

### Bau der Larve
Die Larven des Vierflecks werden 22 bis 26 Millimeter lang und um die acht Millimeter breit. Sie sind orange-braun gefärbt und ihre Oberfläche ist mit vielen kleinen Härchen besetzt. Der Hinterleib (Abdomen) ist abgerundet und kürzer als die Beine, was den Larven eine sehr gedrungene Erscheinungsweise verleiht. Das Abdomen geht am Hinterende in fünf kurze, dornartige Anhänge über, die sogenannte Analpyramide. Unter diesen Anhängen sind die Cerci nur ungefähr 0,7 mal so lang wie die paarigen Seitenplatten (Ventrolateralplatten) des elften Hinterleibssegmentes, dem sogenannten Paraproct. Auf dem dritten oder dem vierten bis siebten Segment befinden sich schwach ausgeprägte Rückendornen, während diese auf den Segmenten acht und neun fehlen. Dafür befinden sich hier Lateraldornen, die auf Segment acht jedoch geradezu winzig sind.
Die Hautausstülpungen, in denen die Flügel heranwachsen (Flügelscheiden), sind um die sieben Millimeter lang.
Der Kopf weist eine Breite von ungefähr sechs Millimetern auf und ist an der Oberseite konvex geformt. Die Punktaugen (Ocellen) sind bereits als helle Punkte angedeutet, die Augen hingegen sind senkrecht zur Mittelachse gestreckt und sitzen an den seitlichen Vorderkanten des Kopfes.
Auf beiden Seiten des unpaaren Vorderteils der Unterlippe, dem sogenannten Prämentum, besitzt die Larve acht bis 13 kleine Borsten. Ebenso befinden sich auf dem dreieckigen labialen Taster weitere sieben bis acht Borsten. Die Greifkante des Tasters ist gewellt.
Die Fühler bestehen aus sieben Segmenten. Während die ersten zwei eher kurz und geschwollen sind, sind die restlichen fünf eher schlank. Das letzte, das fünfte sowie das vierte Segment sind gepunktet. Auf den wenig muskulösen Beinen haben die Larven graue Ringe, die mit der Alterung dunkeln und nach einiger Zeit nahezu verschwinden.
Auch die Beine und insbesondere die Unterschenkel (Tibiae) sind wie das gesamte Tier stark behaart. Die Länge der Beine nimmt von vorne mit zwölf Millimetern über das mittlere Beinpaar mit ebenfalls zwölf Millimetern nach hinten bis auf 19 Millimeter zu.

### Ähnliche Arten
Als Imago ist die Art aufgrund ihrer markanten Flügelzeichnung relativ einfach von anderen Arten zu unterscheiden. Am ehesten kann sie mit dem Zweifleck (Epitheca bimaculata) oder Weibchen des Spitzenflecks (Libellula fulva) verwechselt werden. Neben der anders ausgeprägten Flügelmusterung bei beiden Arten ist als Unterscheidungsmerkmal beim Zweifleck insbesondere die bei den Falkenlibellen auftretende Ausbuchtung des Augenhinterrandes zu nennen. Zudem ist die Art deutlich größer und die dauerhaft über der Gewässermitte patrouillierenden Zweifleck-Männchen sind allein schon wegen des anderen Verhaltens nicht mit jenen des Vierflecks zu verwechseln.
Problematischer wird die Abgrenzung von ähnlichen Arten bei den Larven. Hier unterscheidet sich beispielsweise die Larve des Plattbauchs (Libellula depressa) von der des Vierflecks in folgenden Punkten: Sie besitzt keine Lateraldornen und auf dem Labialpalpus meist zehn bis zwölf statt der meist sieben oder acht Borsten des Vierflecks, womit eine Unterscheidung für Laien sehr schwierig ist – zudem kann diese Borstenzahl in Ausnahmefällen auch variieren.

## Lebensräume und Verbreitung

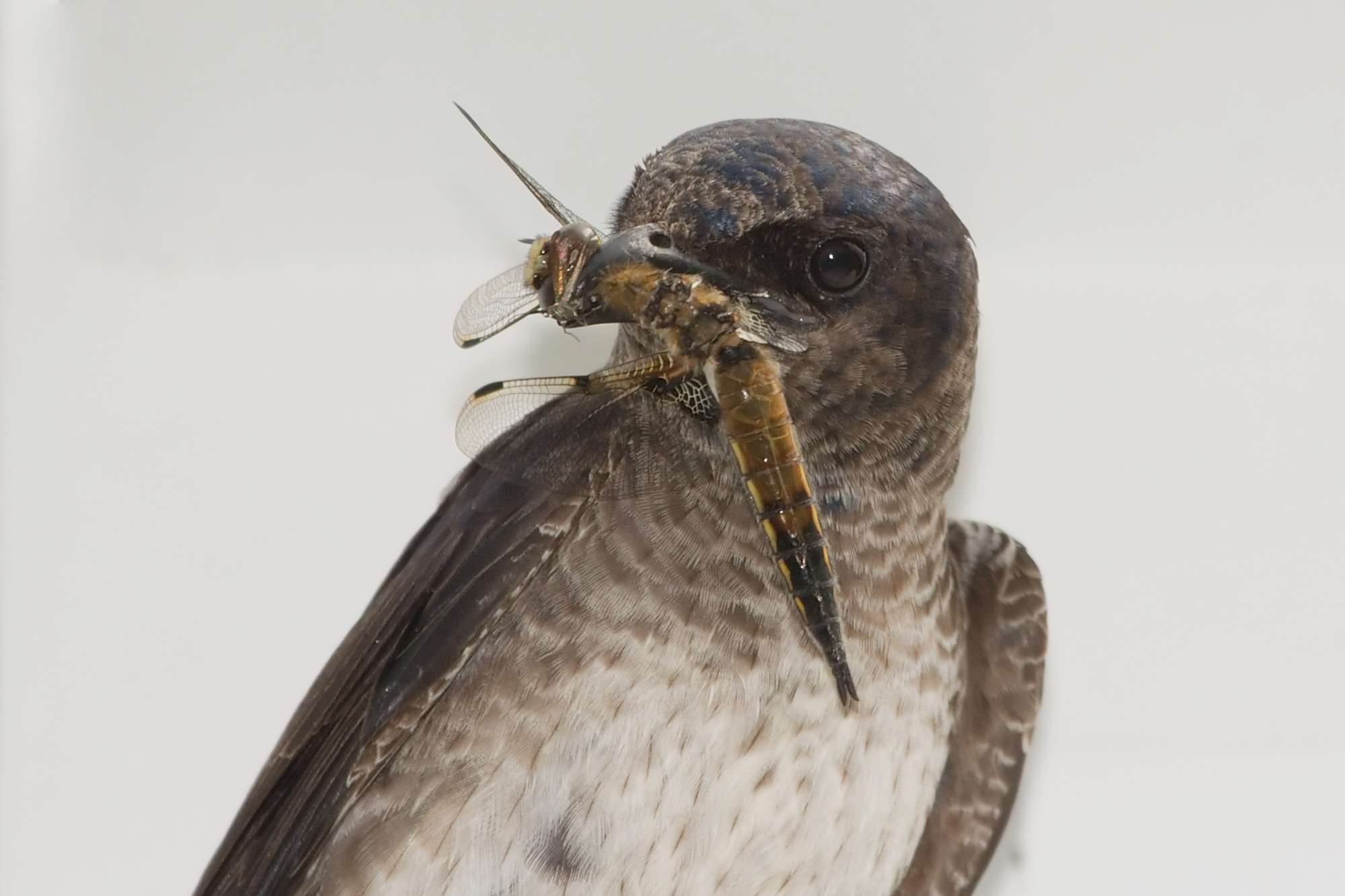
Eine nordamerikanische Purpurschwalbe mit einem Vierfleck im Schnabel

Der Vierfleck ist eine weit verbreitete Libellenart; sein Verbreitungsgebiet liegt im Bereich der Holarktis. Er tritt entsprechend sowohl in Mittel-, Nordeuropa und Asien als auch in Kanada und Alaska auf. Im Norden überschreitet die Art den Polarkreis und kann im Sørfjord in Troms auf bis zu 69°30' nördlicher Breite gefunden werden.
Der Vierfleck ist charakteristisch für pflanzenreiche Weiher. Er tritt oft in hoher Dichte (Abundanz) am Rand von verlandenden Gewässern, in Sümpfen und an Moorgewässern auf. In sauren Zwischenmooren, wie beispielsweise vermoorten Dünentälern, trifft man die Art stetig an. Wiedervernässte Hochmoore werden oft massenhaft besiedelt. An langsam fließenden Gewässern bewohnt sie Altarme und Seitenbuchten sowie Auwaldtümpel mit starkem Pflanzenbewuchs.
Der Vierfleck fliegt häufig zusammen mit der Großen Pechlibelle, der Gemeinen Binsenjungfer, der Schwarzen Heidelibelle sowie der Herbst- und der Blaugrünen Mosaikjungfer; in Sumpf- und Moorgebieten sind es stattdessen die Torf-Mosaikjungfer und die Kleine Mosaikjungfer.
Die Habitate des Vierflecks unterscheiden sich je nach Entwicklungsstufe.

### Larvalhabitat
Die Larven bevorzugen einige Dezimeter tiefe, von Röhricht bewachsene Gewässer. In den ersten Stadien halten sich die Tiere überwiegend in Tauchblattvegetation auf. Die weiteren Entwicklungsstadien leben hauptsächlich benthisch. Dabei graben sich die Tiere nur selten in den meist aus Detritus bestehenden torfigen Gewässerboden ein und leben auf dem Schlamm. In sauerstoffarmen Gewässern, wie beispielsweise bei Bewuchs mit Torfmoos, bevorzugt die Art geringere Wassertiefen. Sie kann jedoch auch auf anderen Sedimenten das Imaginalstadium erreichen.
Zur Eiablage wählen die Weibchen strömungsarme oder stehende Gewässer, die ganzjährig Wasser führen. Der pH-Wert liegt zwischen 4 und 8,2, üblicherweise im leicht sauren Bereich. Hier scheint der Vierfleck auch einen klaren ökologischen Vorteil gegenüber anderen Großlibellenarten zu haben, denn es ist die einzige Art, deren Abundanz mit zunehmendem Säuregrad nicht grundsätzlich abnimmt, sondern bis zu einem gewissen Schwellenwert sogar ansteigt. Außerdem kann sie in Brackwasser bis zu einem Salzgehalt von 7 ‰ überleben.
Aus der Sicht der Gewässergüte siedelt der Vierfleck in eu- oder mesotrophen Gewässern, d. h., es handelt sich um Gewässer mit gutem Nährstoffgehalt und Sichttiefen um zwei Meter. Die Sauerstoffsättigung sinkt am Ende der Sommerstagnation auf Werte um die 30 %. Seltener bewohnt die Art auch oligotrophe Gewässer, also klarere Gewässer mit höherer Sauerstoffsättigung und niedrigerem Phosphorgehalt. Die Sauerstoffkonzentration liegt zwischen 1,9 und 16,3 mg/l.
| Konzentration in mg/l |         |
| Ammonium (NH4+)       | < 0,4   |
| Eisen-II (Fe2+)       | 0-2     |
| Eisen-III (Fe3+)      | 3       |
| Nitrat (NO3−)         | < 0-200 |
| Nitrit (NO2−)         | < 0-0,1 |
| Gesamtphosphat        | < 0,057 |

Die hydrochemische Zusammensetzung des Wassers, in dem die Larven leben, gestaltet sich wie folgt: Die Gesamthärte des Wassers, also die Konzentration der Kationen der Erdalkalimetalle, liegt zwischen einem und zehn °dH. Die Carbonathärte, also die Konzentration des Hydrogencarbonat-Anions (HCO3−), liegt unter drei °dH. Die Leitfähigkeit des Wassers liegt zwischen 30 und 270 µS/cm. Konzentrationen einiger weiterer Ionen sowie Verbindungen sind in der Tabelle auf der rechten Seite angegeben.
Die absolute Wassertemperatur spielt für die Larven des Vierflecks keine große Rolle, solange eine ausreichende Sauerstoffversorgung vorhanden ist. Wichtiger ist, dass es keine größeren Temperaturschwankungen im Tagesverlauf gibt. Die Höhe der Temperatur wirkt sich auf die Ausdehnung der Flecken am Nodus aus. Teilweise wird auch angenommen, dass die für die Beschreibung von Unterarten verwendeten Unterschiede nur auf diese Temperaturunterschiede während der Larvalentwicklung zurückzuführen sind.
Zum Schlüpfen erklettern die Larven aus dem Wasser ragende Pflanzen, sogenannte emerse Vegetation. Im Mittel wählen sie Höhen von mehreren Dezimetern; es wurden aber auch schon Tiere in über zwei Metern Höhe gefunden. Einige Larven suchen auch mehrere Meter vom Wasser entfernte Stellen für den Schlupf auf.

### Imaginalhabitat
Sind die Imagines geschlüpft, halten sich diese sogenannten Jugendmorphen in Wiesen, Feldern, Heiden, Weinbergen, Hecken und Waldrändern sowie in Mooren auf.
Die geschlechtsreifen Imagines ziehen sich zur Ruhe bis zu 200 Meter vom Wasser entfernt zurück und suchen Sitzplätze in der Vegetation in etwa einem halben Meter Höhe auf. Bei der Fortpflanzung bevorzugen sie von Bäumen und Wald umgebene Gewässer, die zum einen im Zentrum frei – also nicht bewachsen – sind, zum anderen zum Ufer hin artenreichen Bewuchs besitzen. Die Vegetation üblicher Habitate besteht dabei meist aus Binsen, Teich- und Sumpfbinsen, Seggen, Teich-Schachtelhalm, Schilfrohr und Rohrkolben. Gewässer, die durch die umstehenden Bäume beschattet werden, meidet der Vierfleck. Ausnahmen bilden größere Gewässer, die dem Tier trotzdem noch einen genügend sonnenexponierten Teilbereich bieten. Die Tiefe der besiedelten Gewässer beträgt üblicherweise zwischen zehn Zentimetern und zwei Metern. Die Wasserfläche liegt im Bereich zwischen einigen Ar und einigen Hektar, allerdings kann diese Libelle auch kleinere Gewässer wie Gartenteiche besiedeln. Die Fließgeschwindigkeit der Gewässer beträgt weniger als zehn Zentimeter pro Sekunde.

## Lebensweise

### Nahrung
Die Larven ernähren sich vornehmlich von auf dem Gewässergrund lebenden Kleintieren, aber auch von kleinen Fischen und Kaulquappen. Bei Nahrungsknappheit kann es auch zu Kannibalismus kommen. Die Imagines hingegen ernähren sich insbesondere von Mücken, es werden aber auch andere Fluginsekten erbeutet.

### Flugzeit und Flugverhalten
Die ersten Tiere schlüpfen im Mai, wobei in warmen Jahren der Vierfleck auch bereits Ende April fliegt. Je nach Klima reicht die Schlüpfzeit bis in den beginnenden Juni, bei warmer Witterung kann sie sich bis in den Juli ausdehnen. Die Flugzeit endet Mitte bis Ende August. Über den Tag beginnt der Vierfleck seinen Flug unabhängig von den Lichtverhältnissen, sobald es warm genug ist.
Der Vierfleck ist dafür bekannt, in Schwärmen zu wandern. Diese Schwärme können gigantische Ausmaße annehmen. Beispielsweise setzte sich der größte über Deutschland beobachtete Schwarm am 19. Mai 1862 aus schätzungsweise 2,4 Milliarden Tieren zusammen (Moore 1960, zit. in ). Die Züge erreichen bei ihren Wanderungen auch beachtliche Flächenausbreitungen. So gibt es Berichte, die 330 Quadratkilometer erwähnen, womit der Vierfleck auch die Wanderlibelle deutlich übertrifft. Die Schwärme bilden sich meist, wenn die Temperatur nach einem kühlen Frühjahr plötzlich steigt, und sie vergrößern sich danach sukzessive, indem sich Individuen von anderen Gewässern beim Überflug in einer Art Herdentrieb anschließen. Die Tiere stammen also nach heutigem Forschungsstand nicht von einem einzigen Gewässer, wie es früher angenommen wurde. Ein weiterer Auslöser für eine Migration ist unter Umständen ein parasitärer Befall mit den Saugwürmern der Gattung Prosthogonimus, der die Libelle „umprogrammiert“. Die sich so ergebenden Schwärme sind nicht artenrein, sondern weisen meist auch Vertreter anderer Arten – zum Beispiel den Plattbauch – auf. Zahlenmäßig sind diese Beimischungen aber vernachlässigbar. Die sich bildenden Schwärme steigen in eine Höhe von weniger als 20 Metern auf, können aber in der Ausdehnung bis zu 30 Meter Höhe erreichen. Die Migration kann bis zu sieben Tage dauern, wobei sie während der Nachtstunden unterbrochen wird. Zur Orientierung bevorzugen die Libellen wohl geradlinige Strukturen, wie Eisenbahnen, Kanäle und Küstenlinien.

### Fortpflanzung und Entwicklung

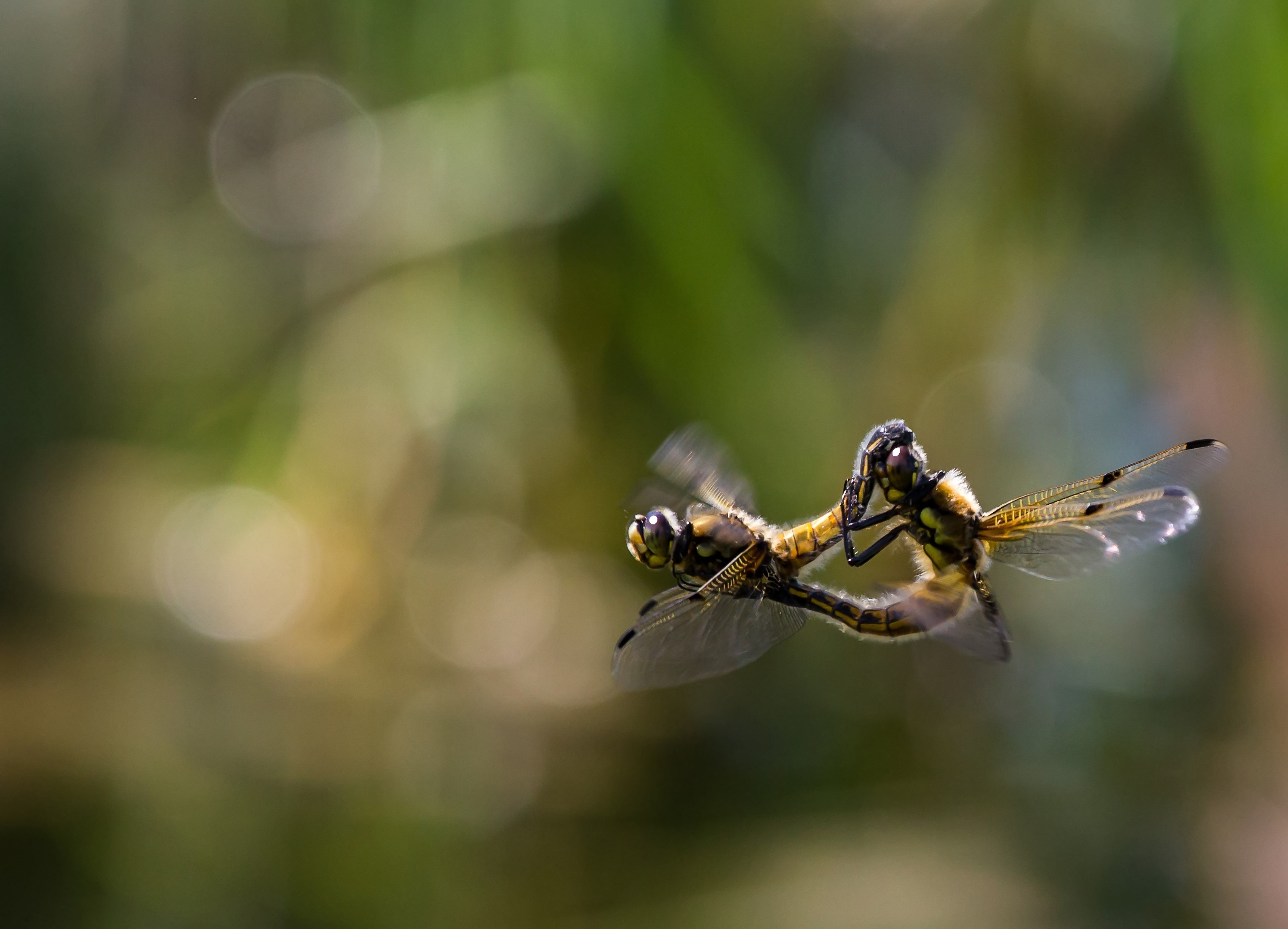
Vierflecke im Paarungsflug

Die Paarung dauert üblicherweise zwischen drei und 30 Sekunden und findet im Rüttelflug statt. Danach legt das Weibchen 2500 bis 3500 Eier in einem wippenden Flug ab, indem sie mit dem Hinterleib immer wieder die Wasseroberfläche berührt. Die Eier werden durch eine durchsichtige Gallerthülle geschützt und sinken auf den Boden des Gewässers oder bleiben an der Unterwasservegetation kleben, die sie zufällig treffen. Ein weiterer Vorteil der Gallerthülle ist, dass sie der ideale Nährboden für kleine Algen ist, die die Eier tarnen. Sie sind annähernd kugelförmig, ungefähr 0,5 Millimeter lang und 0,43 Millimeter breit. Ihre Farbe ist gelblich bis weiß. Mit zunehmender Entwicklung verfärben sie sich gelb- beziehungsweise orangebraun. Wie beim Plattbauch bewacht das Männchen das Weibchen so lange, bis es die Eiablage beendet hat.
Die Entwicklung der Embryonen vollzieht sich abhängig von der Temperatur in zwei bis sieben Wochen. Das anschließende Larvenstadium gliedert sich in zwölf oder mehr Stadien, wobei das Prolarvenstadium nicht mitgezählt wird. Der Zeitraum zwischen zwei Häutungen ist variabel und verlängert sich von Häutung zu Häutung. So benötigt die Larve bis zur ersten Häutung nur ein bis zwei Wochen, bei den späteren Häutungen beträgt der Abstand aber bereits bis zu 72 Tage. Vor der Metamorphose kann die Larve auch in einer Diapause überwintern. Die Entwicklungszeit der Libelle liegt damit zwischen zwei und drei Jahren.

Vierfleck beim Schlupf
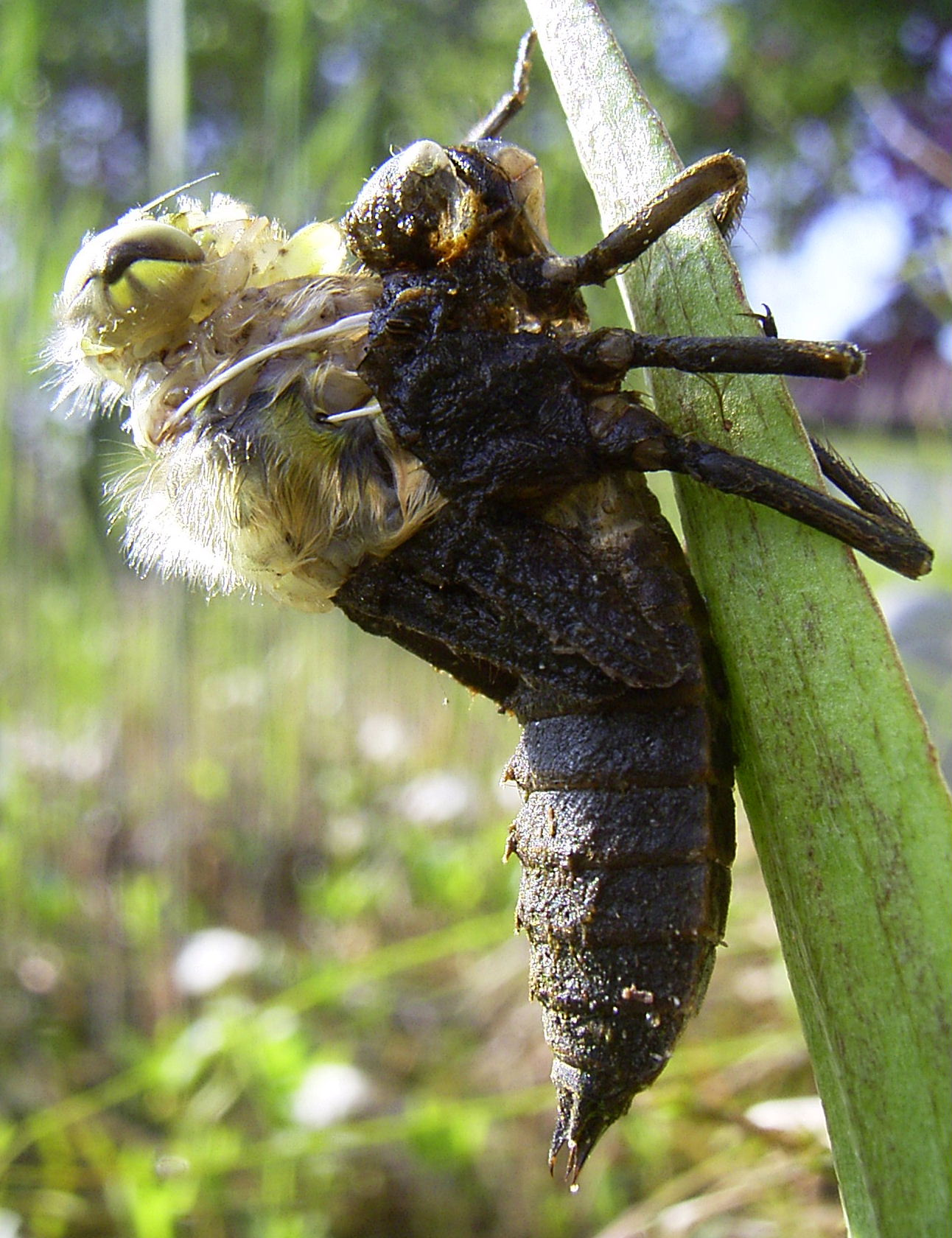
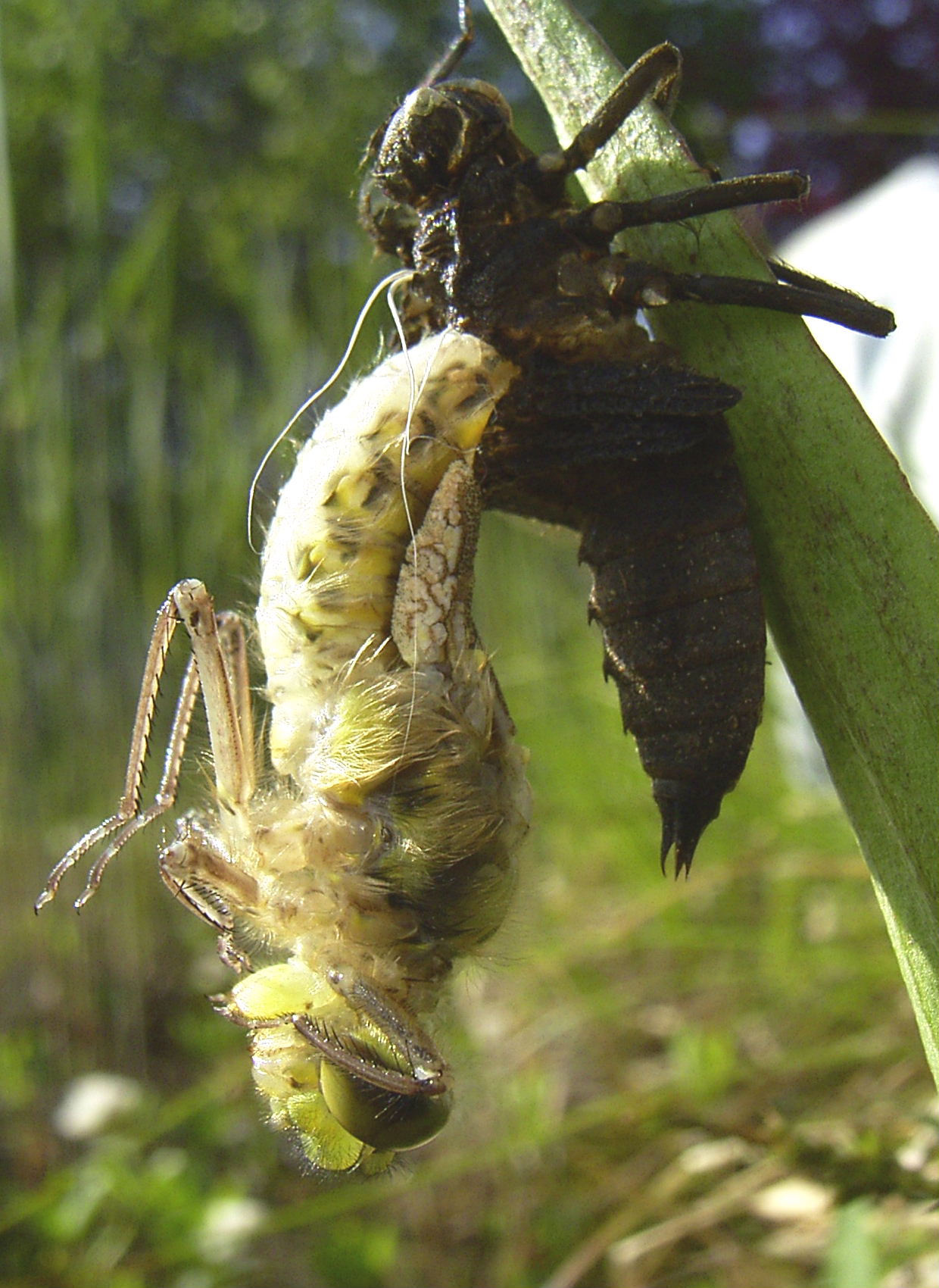
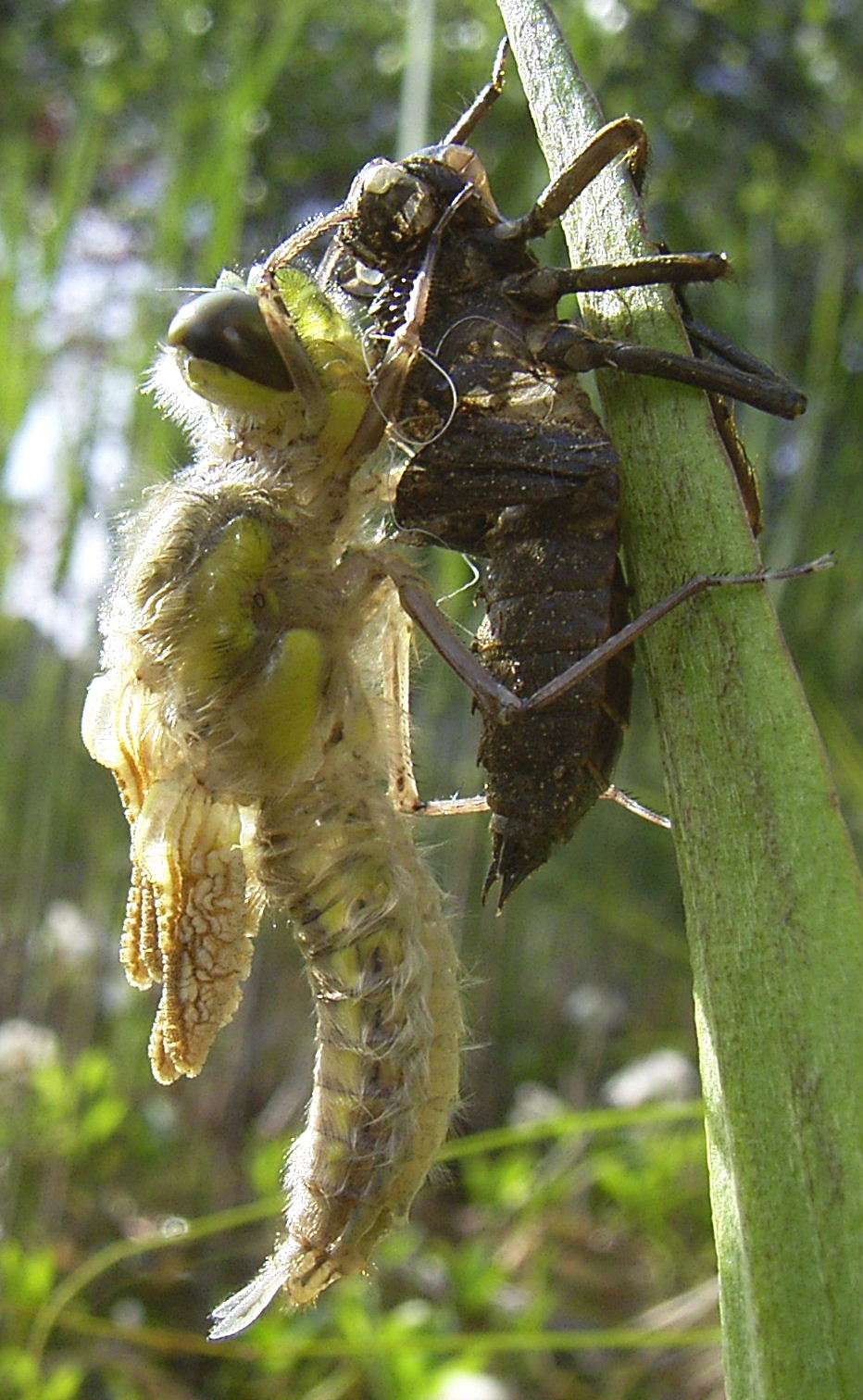
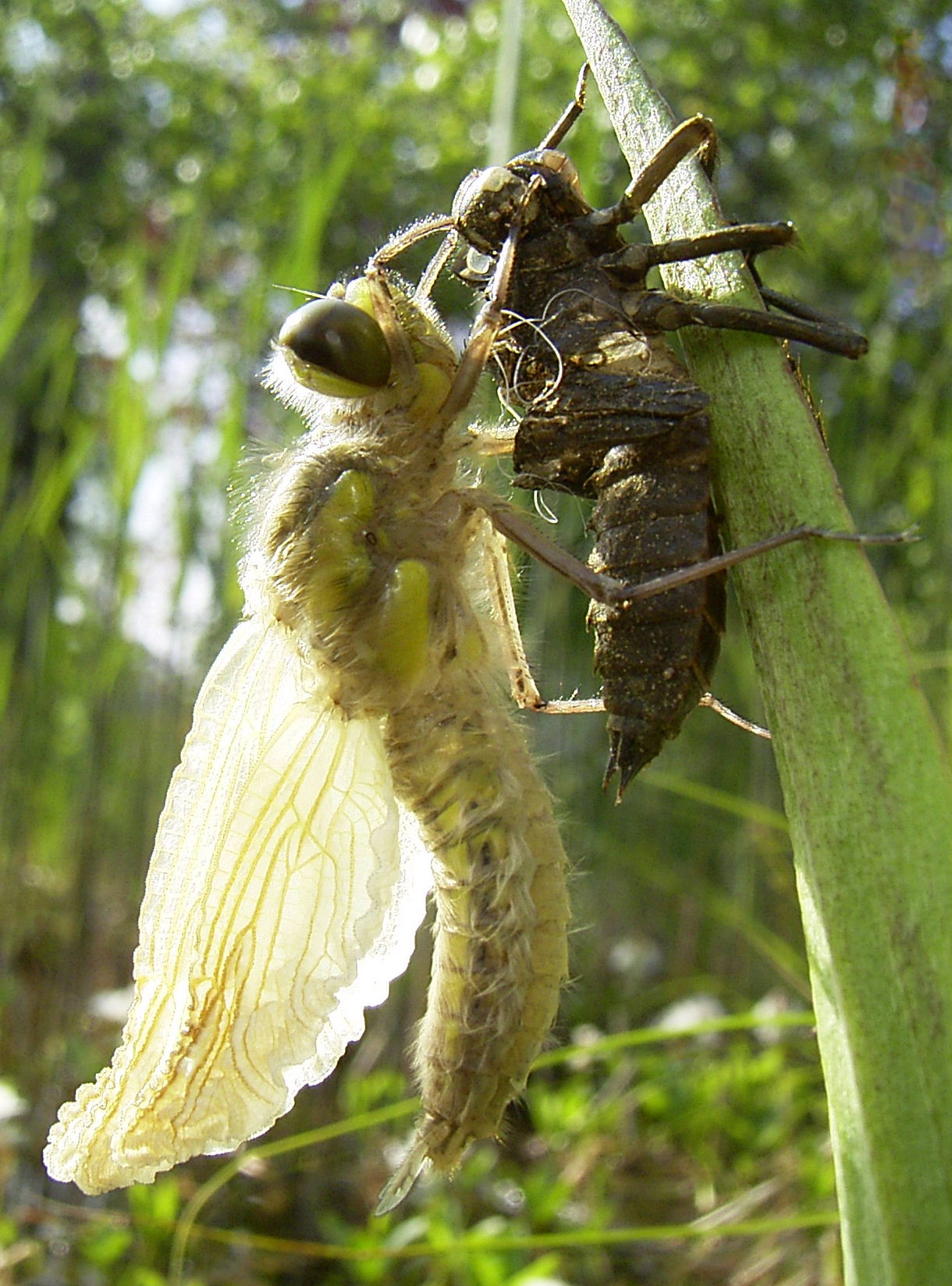
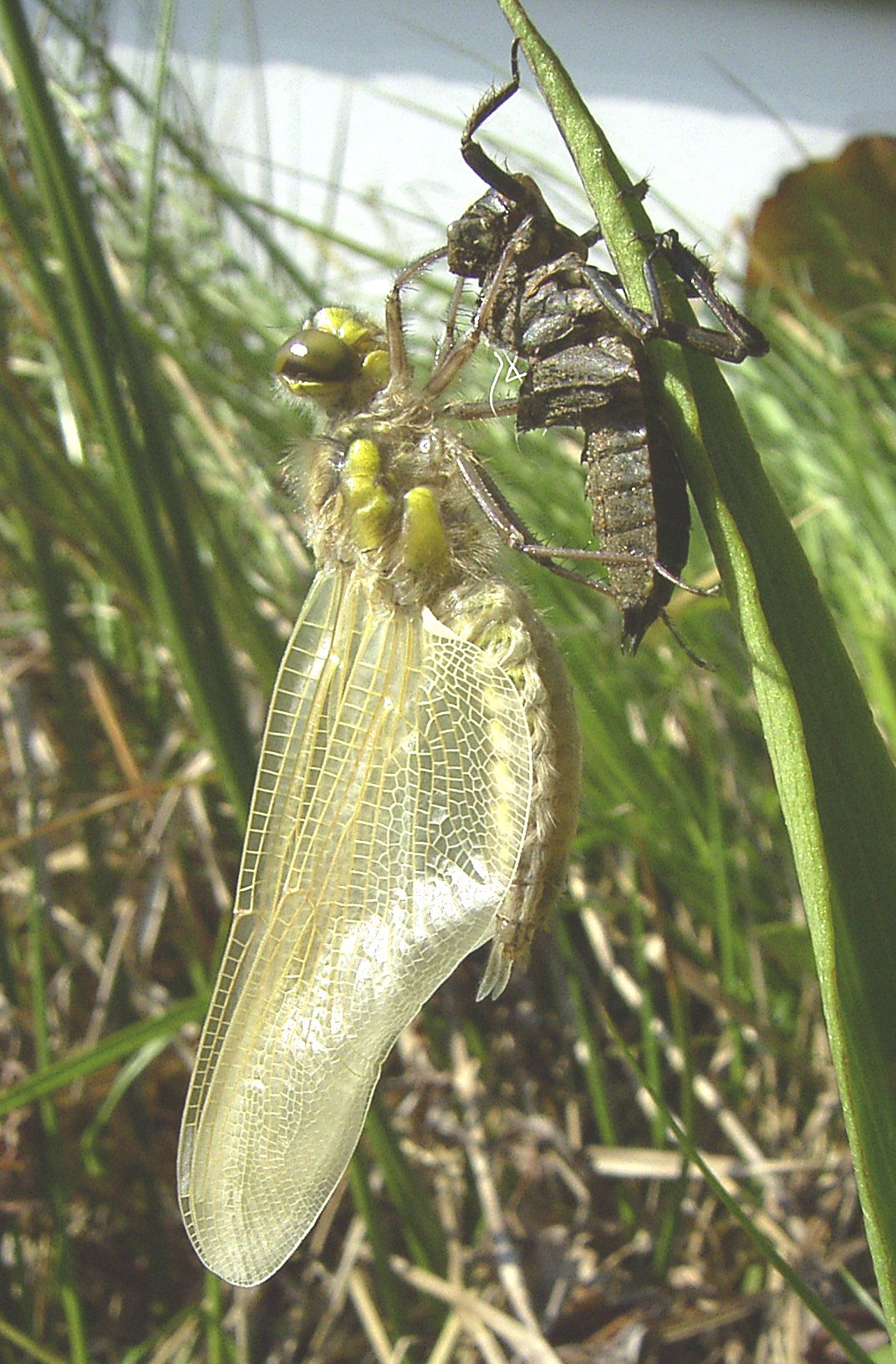

Nach dem Schlüpfen fliegen die Libellen zwischen zwei und 75 Meter zu einer Stelle, wo ihre Chitinhülle dann circa einen Tag weiter aushärtet. Die anschließende Reifezeit beträgt zwölf bis 18 Tage. Danach kehren die Männchen an das Gewässer zurück; die Weibchen folgen einige Tage später. Das maximale Alter der Imagines beträgt etwa 48 Tage.

## Namensgebung

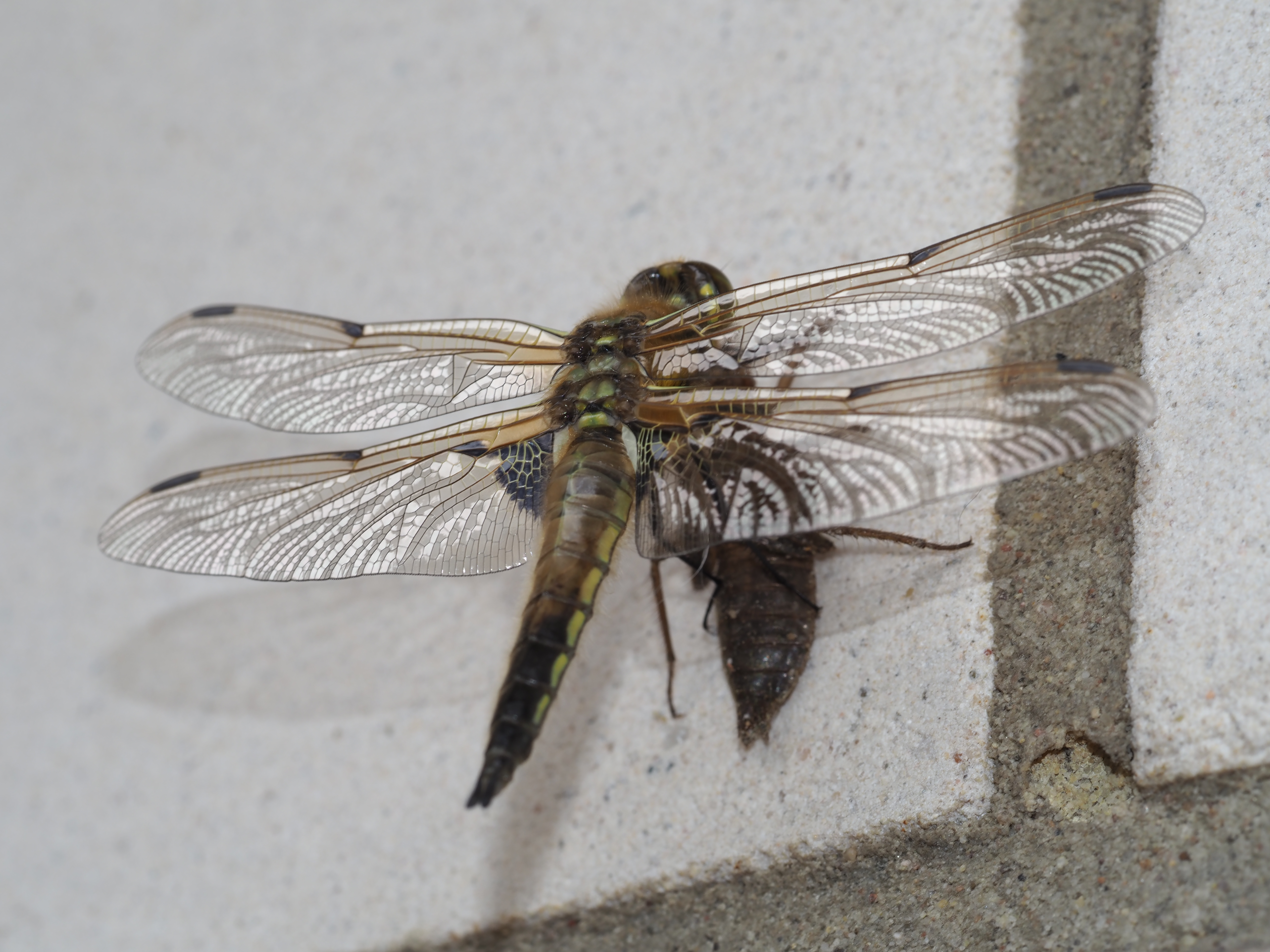
Vierfleck, nach dem Schlüpfen

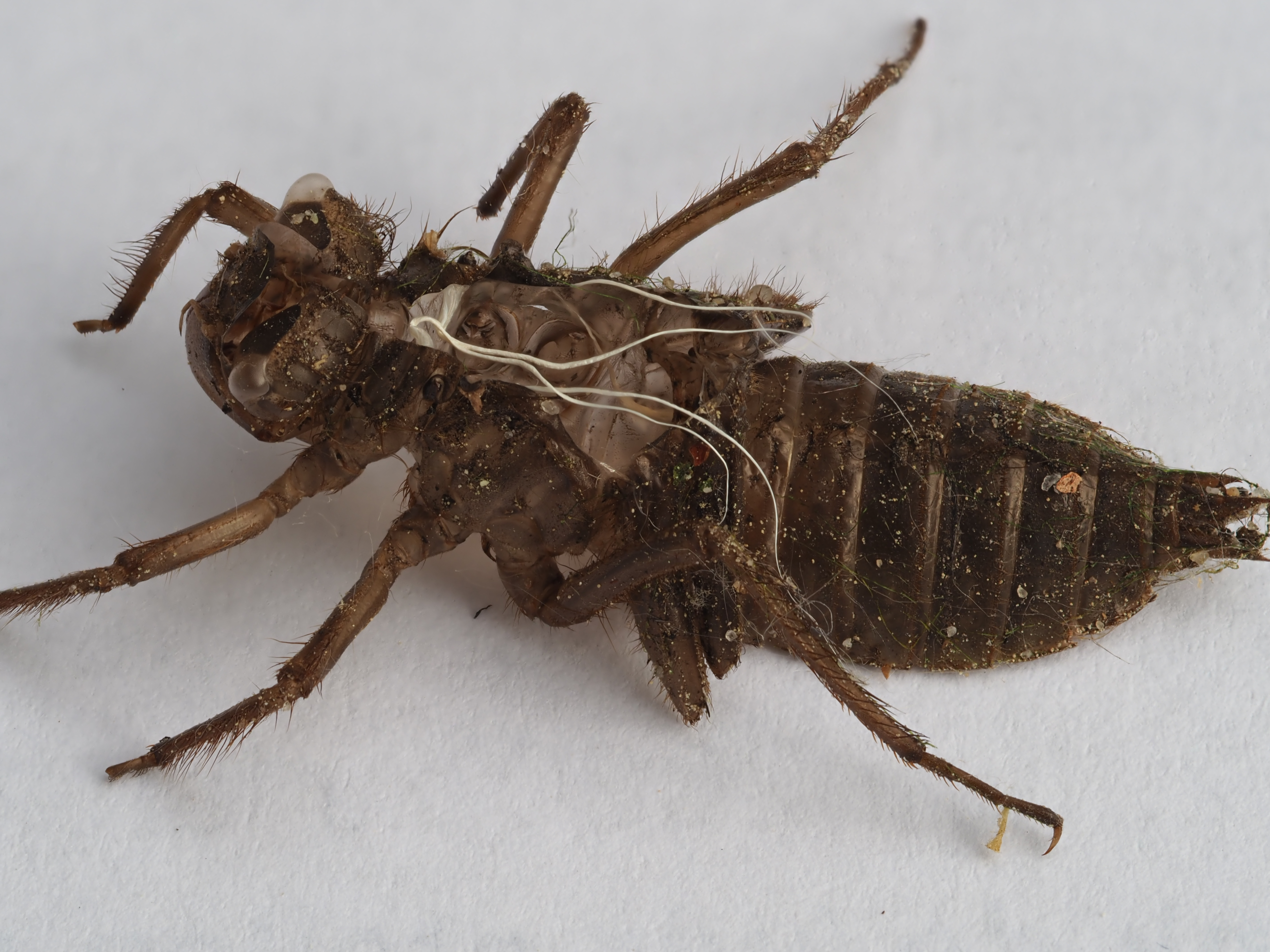
Häutungshemd _{(Focus stacking)}

### Wissenschaftliche Namen
Die erste wissenschaftliche Beschreibung der Art lieferte Linnaeus unter dem noch heute gebräuchlichen Namen Libellula quadrimaculata, den er als 4-maculata schrieb. Neben den bei allen Libellen vorkommenden Flügelmalen, den Pterostigmata, hat der Vierfleck vier weitere distinkte Male auf den Flügeln, daher der Name. Die wissenschaftliche Bezeichnung leitet sich von den lateinischen Wörtern quattuor und maculatus ab. Quattuor ist ein Präfix und bedeutet vier, maculatus kann mit gefleckt übersetzt werden. Die eigentliche Beschreibung der Art fällt extrem kurz aus und lautet:

“alis posticis basi omnibusque medio antico macula nigricante”

Der der Beschreibung zu Grunde liegende Holotyp war ein Männchen, stammte aus Schweden und befindet sich heute im Natural History Museum.
1781 ist es Fabricius, der eine Beschreibung unter der Bezeichnung Libellula quadripunctata abliefert. Moses Harris bezeichnet das Tier 1782 als Libellula maculata. Edward Newman hingegen nennt die Libelle 1833 Libellula praenubila. Newman erhob in der gleichen Veröffentlichung ein weiteres Exemplar zum Generotyp für die später mit Libellula synonymisierte Gattung Leptetrum.
1839 beschreibt Thomas Say ein Weibchen und ein Männchen, die er von Harris erhielt, unter dem Namen Libellula tenaria; allerdings stellte er bereits in seiner Schlussbemerkung zur Art Überlegungen bezüglich der Ähnlichkeiten zu Libellula quadrimaculata an:

“In some of its characters it resembles the L. quadrimaculata, Linn., of Europe, but that has not the terminal wing bands.”

In seiner „Synopsis of the Neuroptera of North America“ stellt Hermann August Hagen 1861 fest, dass das Männchen eine L. quadrimaculata sei, das Weibchen hingegen eine Libellula semifasciata.
Über den Verbleib der den Arbeiten von Fabricius, Harris, Newman und Say zu Grunde liegenden Tiere ist nichts bekannt.
Robert McLachlan benutzte 1894 den Namen Libellula (Orthetrum) basilinea für ein Männchen aus China. Das Exemplar befindet sich heute im Natural History Museum.
1957 stufte Erich Schmidt L. quadrimaculata zur Unterart L. quadrimaculata quadrimaculata herab und führte anhand eines Männchens aus Japan die weitere Unterart L. quadrimaculata asahinai ein. Vier Jahre später ergänzte Schmidt auf Grundlage eines Männchens aus Afghanistan die Unterart L. quadrimaculata grigorievi. Beide Exemplare befinden sich in der Schmidtschen Sammlung.

## Systematik
Der Vierfleck wird innerhalb der Großlibellen in die Gattung Libellula eingeordnet, eine Gruppe, die von Carl von Linné 1758 angelegt wurde und in die er alle zu der Zeit bekannten Libellen einstellte. Heute besteht diese Gattung aus etwa 30 Arten, die alle holarktisch verbreitet sind. Innerhalb der Gattung wird der Vierfleck als nächstverwandt mit der in Nordamerika heimischen Libellula semifasciata und der japanischen Libellula angelina beschrieben. Dies wird sowohl durch morphologische (vor allem Merkmale des Genitalaufbaus und der Flügeladerung) als auch durch molekularbiologische Merkmale bestätigt. Diese drei Arten stehen in der rein morphologischen Betrachtung als basales Taxon allen anderen Libellula-Arten gegenüber (siehe Kladogramm), in den molekularbiologischen Untersuchungen werden sie jedoch innerhalb der Libellula-Arten eingeordnet.
|      | Vierfleck (L. quadrimaculata)                                                 |
|      |                                                                               |
| N.N. | \| \| Libellula semifasciata \| \| \| \| \| \| Libellula angelina \| \| \| \| |
|      | \| \| Libellula semifasciata \| \| \| \| \| \| Libellula angelina \| \| \| \| |
|      | Libellula semifasciata                                                        |
|      |                                                                               |
|      | Libellula angelina                                                            |
|      |                                                                               |

|  | Libellula semifasciata |
|  |                        |
|  | Libellula angelina     |
|  |                        |

|      | Vierfleck (L. quadrimaculata)                                                 |
|      |                                                                               |
| N.N. | \| \| Libellula semifasciata \| \| \| \| \| \| Libellula angelina \| \| \| \| |
|      | \| \| Libellula semifasciata \| \| \| \| \| \| Libellula angelina \| \| \| \| |
|      | Libellula semifasciata                                                        |
|      |                                                                               |
|      | Libellula angelina                                                            |
|      |                                                                               |

|  | Libellula semifasciata |
|  |                        |
|  | Libellula angelina     |
|  |                        |

In Europa gibt es innerhalb der Gattung Libellula außer dem Vierfleck noch den Plattbauch (Libellula depressa) und den Spitzenfleck (Libellula fulva). Die Gattungszugehörigkeit beider Arten ist allerdings umstritten; manche Autoren stellen depressa auch zur Gattung Platetrum und fulva zur Gattung Ladona. Grundsätzlich kann Libellula weltweit als eine sehr heterogene Gattung angesehen werden, bei der eine gründliche Revision überfällig ist.

### Erstbeschreibungen
- (4-maculata): Linnaeus, C. 1758. Systema Naturae. Per regna tria naturae, secundum classes, ordines, genera, species cum characteribus, differentiis, synonymis, locis. Editio decima, reformata. Tomus I. Laurentius Salvius, Holmiae. S. [1–4], 1–824.
- (4punctata): Fabricius, J.C. 1781. Species Insectorum, exhibentes eorum differentias specificas, synonyma auctorum, loca natalia, metamorphosin adiectis observationibus, descriptionibus. Tomus I. C. E. Bohn, Hamburgi et Kilonii. S. I–VIII, 1–552.
- (maculata): Harris, M. 1782. An exposition of English insects. Including the several classes of Neuroptera, Hymenoptera, & Diptera, or Bees, Flies, & Libellulae. Exhibiting on 51 copper plates near 500 figures, accurately drawn, & highly finished in colours, from nature. White & Robson, London. S. 1–166, excl. pl. 1–50.
- (praenubila): Newman, E. 1833. Entomological notes (Continued). In: Entomological Magazine 1, S. 416.
- (teneraria): Say, Th. 1839. Descriptions of new North American neuropterous insects, and observations on some already described. In: Journal of the Academy of Natural Sciences of Philadelphia 8, S. 9–46.
- (basilinea): McLachlan, R. 1894. On two small collections of Neuroptera from Ta-chien-lu, in the province of Szechuen, western China, on the frontier of Thibet. In: Annals and Magazine of Natural History (Series 6) 13: 421–436.

### Sekundärliteratur
- Arnett H. Ross jr.: American Insects. A Handbook of Insects of America North of Mexico. CRC Press, Boca Raton Fla 2000, ISBN 0-8493-0212-9.
- Jill Silsby: Dragonflies of the World. The Natural History Museum, Plymouth 2001, ISBN 0-565-09165-4.
- Sternberg, K. (2000): Libellula quadrimaculata Linnaeus, 1758 – Vierfleck. S. 458–469. In: Sternberg, K. & R. Buchwald (Hrsg.): Die Libellen Baden-Württembergs. Band 2: Großlibellen (Anisoptera). Ulmer, Stuttgart, ISBN 3-8001-3514-0
- Gerhard Jurzitza: Der Kosmos-Libellenführer. Franckh-Kosmos Verlags GmbH & Co., Stuttgart 2000. ISBN 3-440-08402-7.

### Wissenschaftliche Sekundärliteratur und Artikel
- A. N. Bartenef, 1930. Über die Aberrationen von Libellula quadrimaculata L. (Odonata). In: Zoologischer Anzeiger. 87, Nr. 7/8, S. 191–198.
- Wilhelm Blasius: Ueber die grossen Libellen-Züge durch Norddeutschland (Sachsen, Braunschweig etc.) im Sommer 1881. In: 3. Jahresbericht des Vereins für Naturwissenschaft zu Braunschweig für die Vereinsjahre 1881/82 und 1882/83. Braunschweig 1883, S. 72–77.
- C. Brittinger, 1850. Die Libelluliden des Kaiserreichs Oesterreich. In: Sitzungsberichte kaiserl Akademie Wissenschaften Wien s1–s8.
- P. S. Corbet: Dragonflies, behaviour and ecology of Odonata. Harley Books, Colchester 1999, ISBN 0-946589-64-X.
- H. Steinmann: World Catalogue of Odonata. Band II. Anisoptera. de Gruyter, Berlin / New York 1997, ISBN 3-11-014934-6.
- J.G. Needham, 1901. Aquatic Insects in the Adirondacks. In: New York State Museum Bulletin. 47, S. 383–612.
- R.J.S. Musser, 1962. Dragonfly Nymphs of Utah (Odonata: Anisoptera). University of Utah Biological Series 12(6):vii + 74 ff.
- E.M. Walker, P.S. Corbet 1975. The Odonata of Canada and Alaska. Band 3. University of Toronto Press, Toronto 15 + 307 ff.
- B. F. Belyshev, (relicta) 1973. The dragonflies of Siberia (Odonata). Band 1. Teil 1 und 2. (russisch). Publishing House Nauka, Siberian Branch, Novosibirsk 1–620, figs. 1–270.